# Asura aegrota
Asura aegrota är en fjärilsart som beskrevs av Butler 1877. Asura aegrota ingår i släktet Asura och familjen björnspinnare. Inga underarter finns listade i Catalogue of Life.